# ريست ستيفانوف
ريست ستيفانوف (بالمقدونية: Ристе Стефанов)‏ مواليد 30 أغسطس 1981 في جمهورية مقدونيا، هو لاعب كرة سلة مقدوني سابق. بدأ مسيرته الاحترافية في سنة 1998. يبلغ طوله 6 قدم 6.5 بوصة (2.0 م).

## المسيرة الاحترافية
لعب مع إم زد تي سكوبيه في موسم 2000–2001، ثم لعب مع نادي أوليمبيا لكرة السلة في سنة 2001، ثم لعب مع بشكتاش لكرة السلة في الدوري التركي في موسم 2002–2003، ثم لعب مع نادي أكاديميك لكرة السلة من سنة 2005 إلى 2009، ثم لعب مع نادي إيه إي كي لكرة السلة في موسم 2009–2010.

## روابط خارجية
- ريست ستيفانوف على موقع الاتحاد الدولي لكرة السلة (الإنجليزية)
- ريست ستيفانوف على موقع الدوري الأوروبي لكرة السلة (الإنجليزية)
- ريست ستيفانوف على موقع كرة السلة الأوروبية.كوم (الإنجليزية)
- ريست ستيفانوف على موقع ريلجم (الإنجليزية)
- ريست ستيفانوف على موقع بروبوليرز (الإنجليزية)
- ريست ستيفانوف على موقع سبورتس رفرنس (الإنجليزية)